# Pierre Mauroy
Pierre Mauroy (Cartignies, 5 juli 1928 – Clamart, 7 juni 2013) was een Frans PS-politicus.
Mauroy was zoon van een leraar. Hij werd reeds op 16-jarige leeftijd actief binnen de Section Française de l'Internationale Ouvrière (SFIO), de voorloper van de huidige Parti Socialiste, en was actief binnen de organisatie van de Jong-Socialisten, vanaf 1950 als hun nationaal secretaris, om nadien via de federatie van socialisten uit het Noorderdepartement in 1963 toe te treden tot het bureau van de SFIO. Ondertussen was hij gedurende een viertal jaar leraar nabij Parijs (1952-1956). In 1966 werd hij de tweede man binnen de SFIO na Guy Mollet. Bij de oprichting van de PS (1969) kwam Mauroy zo in de partijtop; Alain Savary werd de eerste leider.

## Premier
Hij was eerste minister van 1981 tot 1984 en ook burgemeester van Rijsel van 1973 tot 2001. Tijdens zijn regeerperiode kende Frankrijk ingrijpende veranderingen. Bedrijven en banken werden genationaliseerd, er kwam arbeidsduurverkorting in uren en jaren en de doodstraf werd afgeschaft. Mauroy was ook de promotor van de Eurometropool Rijsel-Kortrijk-Doornik, om zodoende grensoverschrijdende projecten met juridische en praktische middelen te ondersteunen.
In april 2012 onderging hij een operatie in verband met longkanker. Op 1 juni 2013 werd hij opgenomen in een ziekenhuis bij Parijs. Hij overleed enkele dagen later op 84-jarige leeftijd.
Op 21 juni 2013 werd het Grand Stade de Lille Métropole omgedoopt tot Grand Stade Pierre Mauroy, dit terwijl Pierre Mauroy zich oorspronkelijk tegen de bouw van dit stadion verzette, omdat hij een meer bescheiden project voor ogen had. Bij de Olympische Spelen van 2024 was deze arena het toneel van het handbal toernooi. 

## Loopbaan

### Lokale raden
- 1967 - 1973: raadslid in het Noorderdepartement, vicevoorzitter
- 1971 : gemeenteraadslid in Rijsel, vicevoorzitter van de Lille Métropole Communauté urbaine
- 1973 - 2001: burgemeester van Rijsel
- 1989 - 2008: voorzitter Lille Métropole Communauté urbaine
- 2001 - 2008: gemeenteraadslid in Rijsel
- 2001 - 2013: ereburgemeester van Rijsel

### Regionale raden
- 1986 - 1988: raadslid in de regionale raad Nord-Pas-de-Calais
- 1974 - 1981: voorzitter van de regionale raad Nord-Pas-de-Calais
- 2008: stichtende voorzitter van de Eurometropool Lille-Kortrijk-Tournai

### Parlementaire mandaten
- 2 april 1973 - 23 juli 1981: volksvertegenwoordiger
- 17 juli 1979 - 6 maart 1980: lid van het Europees Parlement
- 2 april 1986 - 14 mei 1988: volksvertegenwoordiger
- 23 juni 1988 - 2 oktober 1992: volksvertegenwoordiger
- 2 oktober 1992 - 1 oktober 2011: senator

### Ministersposten
- 21 mei 1981 - 17 juli 1984: premier van de regeringen Pierre Mauroy I, II, III

### Overige functies
- 1988 - 1992: premier secrétaire du Parti socialiste, de hoogste functie binnen de PS.
- 1992 - 1999: voorzitter van de Socialistische Internationale
- 1988: stichter-voorzitter van La Fondation de Lille
- 2004: voorzitter van de Association des communautés urbaines de France

### Erkenningen
- 20 maart 2006: ereburger Stad Kortrijk

- Bibsys: 9028866
- Biblioteca Nacional de España: XX5400103
- Bibliothèque nationale de France: cb119152762 (data)
- CiNii: DA02898250
- Gemeinsame Normdatei: 119338599
- International Standard Name Identifier: 0000 0001 2147 5353
- Library of Congress Control Number: n82120756
- Nationale bibliotheek van Australië: 35825045
- Nederlandse Thesaurus van Auteursnamen: 069747571
- Réseau des bibliothèques de Suisse occidentale: 02-A003575429
- SNAC: w64z9trx
- Système universitaire de documentation: 027019179
- Trove: 1104545
- Virtual International Authority File: 110051500
- WorldCat: E39PBJcBTXPKvc8t4jXRYvvvHC